# Chwarstnica
Chwarstnica is een plaats in het Poolse district  Gryfiński, woiwodschap West-Pommeren. De plaats maakt deel uit van de gemeente Gryfino en telt 315 inwoners.